# 白花兜兰
白花兜兰（学名：Paphiopedilum emersonii）为兰科兜兰属下的一个种。